# Color Print
Color Print A/S er et dansk trykkeri med hovedsæde i Vadum og afdelinger i Sverige og Norge. Virksomheden blev stiftet i 1987 af Eigild Bødker Christensen. I 1997 blev virksomheden noteret på Københavns Fondsbørs og i 2006 blev den afnoteret. Anno 2010 er Color Print 100% ejet af kapitalfonden Polaris Private Equity II. 
Color Print A/S havde i regnskabsåret 2009/2010 en omsætning på 814,3 mio. kr. og et nettoresultat på 19,4 mio. kr. Det gennemsnitlige antal medarbejdere var 344 (2009/2010).
Color Print trykker bl.a. magasiner, brochurer og kataloger, på store rotationsmaskiner der kan trykke op til 140.000 tryksager i timen.

## Konkurs
I starten af august 2012 blev virksomheden erklæret konkurs, da banken mistede tålmodigheden i forhold til at virksomheden har været til salg i en årrække.